# ワシントン・ボルチモア・アンド・アナポリス電鉄
ワシントン・ボルチモア・アンド・アナポリス電鉄(Washington, Baltimore and Annapolis Electric Railway、WB&A)とは、かつてアメリカのメリーランド州中央部とワシントンD.C.に路線を展開した鉄道会社で、19世紀から20世紀にかけて建設された。WB&Aは前身となる二つの鉄道会社であるアナポリス・アンド・エルク・リッジ鉄道とボルチモア・アンド・アナポリス・ショート・ラインを合併し、さらにボルチモアとワシントンの間の路面電車線を路線網に加えた。路線網は当時最も進んだ技術を用い、高速で見本となるような鉄道路線の建設を目指していた電鉄起業家であるオハイオ州のクリーブランドの集団によって構築された。ワシントンとボルチモア、そしてメリーランド州のアナポリスに路線網を伸ばしていたが、27年後の世界恐慌や自家用車の使用の増加などにより1935年に旅客輸送を終えることを余儀なくされた。ボルチモア・アンド・アナポリス鉄道(Baltimore and Annapolis Railroad)となった区間のみその後も営業を続けていた。今日ではその軌道敷地の一部はボルチモア・ライトレールや遊歩道、道路などに用いられている。

## 歴史

### 起源
WB&Aは最初1899年にポトマック・アンド・セバーン電鉄(The Potomac and Severn Electric Railway)として設立された。1900年4月10日にはワシントン・アンド・アナポリス電鉄(Washington and Annapolis Railway)へ、そして最終的に1902年4月8日にはワシントン・ボルチモア・アンド・アナポリス電鉄(Washington, Baltimore and Annapolis Electric Railway)へ社名を改めた。
1903年にWB&Aは休止していたかつてアナポリス・アンド・エルクリッジ鉄道であったアナポリス・ワシントン・アンド・ボルチモア鉄道(Anapolis, Washington and Baltimore Railroad,AW&B)を買収し電化の上復活させた。同時に会社はB&Oとペンシルバニア鉄道の少し東側のより人口の少ない地域にほぼ直線の線路を複線で敷設した。1908年2月7日にはボルチモアのリバティー・ストリートからワシントンのH・ストリート・ノースイーストにあるターミナルまでの運行を開始した。1910年以降路線は財務省の近くの15番通りの繁華街の中心にまで達した。また、B&Oの本線のアナポリス・ジャンクションを起点とし、WB&Aの本線とオデントンのすぐ東で交差し東へ進みミラースヴィルとクラウンズビルを経由しアナポリスへ向かう単線の路線が存在した。。
後に本線と呼ばれることとなる、ボルチモアからデヴィッド、グレン・デール・ホスピタル、グレナーデン、チェサピーク・ビーチ鉄道とワシントンのすぐ外側にあるチェサピークジャンクションで接続するフェアモント・ハイツを経由してワシントンまで走る路線がWB&Aによって建設された。 そこからは、路線はチェサピーク・ビーチ鉄道の線路と並行し、ベニング・ロード・ブリッジを超えワシントン中心部へ乗り入れていたワシントン・レイルウェイ・アンド・エレクトリック・カンパニーのシート・プレザント・ラインに続いていた。
自社の線路に入ればWB&Aの急行電車は通常時速60マイル(約96km/h)に達したが、ターミナルがある町での併用軌道走行が全体のスピードを押し下げた。標準的なB&Oの急行の所要時間は50分であったが、最も早いWB&Aの電車の所要時間は1時間20分であった。清潔さや低運賃、30分ごとの急行電車の運転、より繁華街に近く立地の良いターミナルといった工夫によりこれらの不利な点を相殺していた。

### 路線に沿った事業展開
常に新たな事業の糸口を探しており、1914年に会社は南メリーランド州農業品評会協会にボウイ競馬場を本線沿いに設置することを確約させた。
米国が第一次世界大戦に参戦した1917年9月には、WB&Aのよい縁故のあった社長であるジョージ・ビショップがアメリカ陸軍に自社が所有する土地を取得し研修施設を開くよう説得した。キャンプ・ミードはおおまかに言えばB&Oのワシントン支線の西、ペンシルバニア鉄道の東、そしてWB&Aのノース・ショアー・ラインの南に設置された。 その施設は第一次世界大戦の間のみ使用する仮設施設として想定されていた(今なお使用されている)。 WB&Aはこの時キャンプへの輸送により記録的な量の旅客と貨物を運んだ。1918年には会社は1日に84本もの特別列車を運転した。

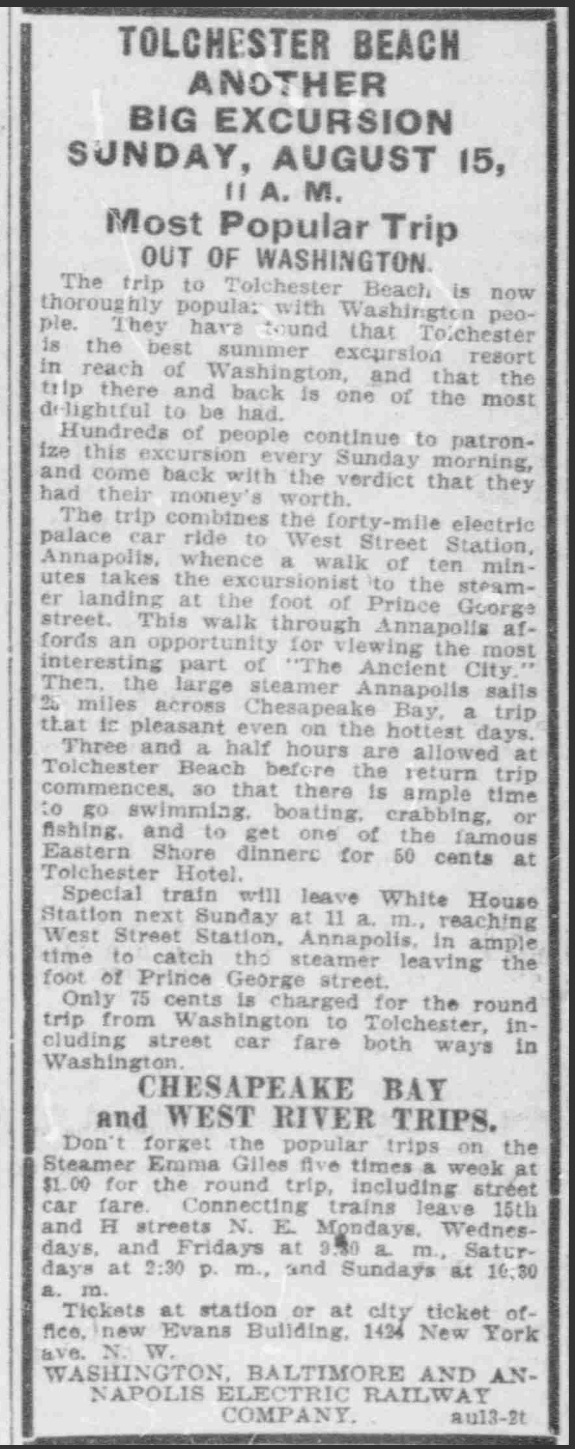
メリーランド州のトルチェスタービーチと蒸気船のエマジャイルズの広告

### 拡大
事業は見たところうまくいっておりWB&Aはボルチモア&アナポリス・ショート・ラインを1921年に買収した。その線区は「ノース・ショア・ライン」として知られるようになり、そしてアナポリスとオデントンの路線は「サウス・ショア・ライン」として知られるようになった。 この時B&Aは当時のターミナルであったボルチモア・アンド・オハイオ鉄道のカムデン・ストリート駅の使用を止め、ボルチモアでWB&Aのターミナルであるリバティー・ストリート(レキシントンとフェイエッテの間)を使用開始した。1921年以前はWB&AとB&Aは別々に走っており、リンティカムからボルチモアまで線路が並行していた。しかし1921年５月16日には、互いに並行する二つの線路をリンティカムで接続しB&Oの線路の使用を停止し、新たなターミナルをボルチモア市民センター(ファースト・マリナー・アリーナ)の向かい側の南ハワード通りと西ロンバード通りの南西の角(現在その土地は1970年代初頭以降からホリデイ・イン・ホテルが建っている)に建設した。WB&Aはその時81マイルの線路によって構成され、ワシントンDCからアナポリスへ向かう唯一の実用的な手段であった。

### 衰退
ASLを買収した頃より、ディフェンス高速道路が建設されアナポリスに向かう別のルートが現れた。その結果会社の総収入は減少し始めた。 鉄道は法律により課税を免れたことにのみよって存続していた。 世界恐慌の最中の1931年1月にその法律の延長が一票差で失敗し、そして管財人の管理下になった。もう4年間操業を続けたが、最終的に1935年にオークションに出された。 1935年6月にエヴァンス・プロダクツ・カンパニー・オブ・デトロイトが鉄道の買収を交渉したが、これらの買収交渉は失敗に終わり鉄道は1935年8月20日に正式に営業を終了した。スクラップディーラーが最終的に多くの車両を購入した。 エヴァンスはアーリントン・アンド・フェアファックス鉄道を翌年購入した。時間が経つにつれレールは搬出されていったが、一部は第二次世界大戦の初め頃まで残っており、また少なくともこの地域の一つの戦後住宅のIビームにかつてのレールが使われている。 軌道敷地のうちワシントンD.C.の区域内のものは、WRECoの所有権の下にあり、その後かつてのキャピタル・トランジット・カンパニーとなった。 1950年から1956年のいくつかの時点でD.C.にあった線路は撤去された。
ノース・ショア・ラインの軌道敷地といくつかの設備はボルチモア・アンド・アナポリス鉄道を組織したボンドホルダーズ・プロテクティブ・ソサイエティに買い取られた。ボルチモア・アンド・アナポリス鉄道は1950年までボルチモアとアナポリスの間で鉄道での旅客輸送を続けていて、また1970年代初頭まで貨物輸送に加え南ボルチモアのブルックリンで路面電車の6系統とボルチモア・トランジット・カンパニーのバスに接続するディーゼルのバスを運行していた。

### 事故
1908年6月5日にメリーランド州のキャンプ・パロルで2両のWB&Aの単行の電車が衝突した。この事故で鉄道警察官のJ.G.シュリナーを含む9人が死亡した。電車は海軍兵学校の卒業式へ向かう人々を運んでいた。